# Alberto de Sajonia
Alberto de Sajonia o Alberto de Helmstaedt (1316 - 8 de julio de 1390), filósofo y científico alemán, obispo de Halberstadt y rector de las Universidades de París y Viena, destaca entre los promotores europeos del espíritu científico.

## Biografía
Nacido en Bahrdorf, una aldea en las cercanías de Helmstedt, hijo de campesinos, fue enviado por su talento académico a la Universidad Carolina y la Universidad de París. Discípulo de Jean Buridan, junto con Nicolás de Oresme sostiene la hipótesis de la rotación de la Tierra como la más apta para «salvar los fenómenos». Sus teorías se difundirán por Alemania, Austria y Padua gracias a la docencia de otros dos alemanes: Marsilio de Inghen y Heinrich von Langenstein y llegarán así a conocimiento de Nicolás de Cusa y de Galileo. 

Tres estadios para la "teoría del ímpetu", de acuerdo a Alberto de Sajonia.

En el campo del estudio cinemático del movimiento acelerado, sus enseñanzas influyeron notablemente en Leonardo da Vinci.
Realizó también aportes al campo de la lógica.

## Obra
- De quadratura circuli

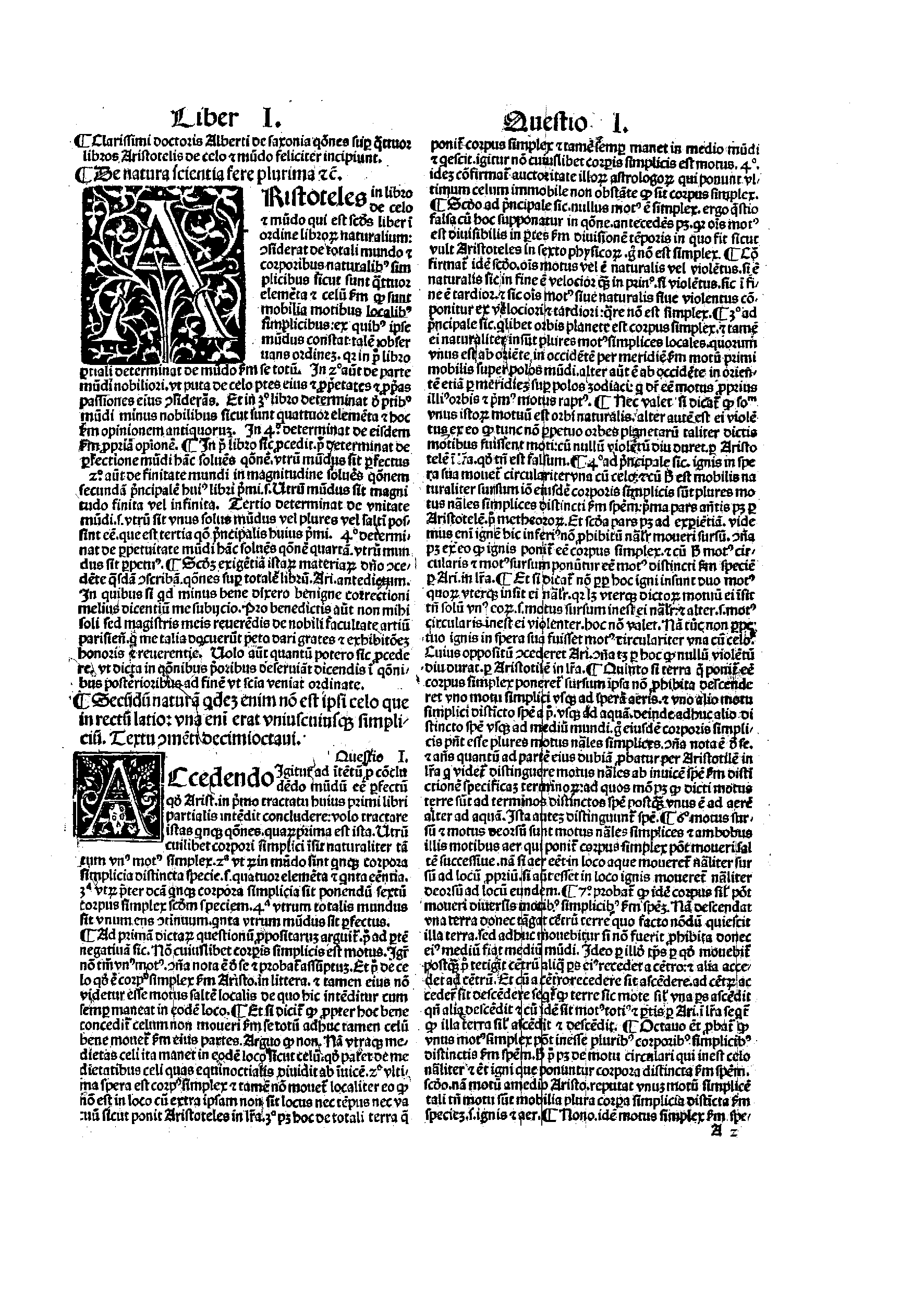
Questiones subtilissime in libros de caelo et mundo, 1492

- Tractatus proportionum, Venecia 1496, y Viena 1971: editor Hubertus L. Busard
- Perutilis Logica Magistri Alberti de Saxonia (Lógica Muy Usuable), Venedig 1522 e Hildesheim 1974 (reproducción)
- Quaestiones sobre Ars Vetus
- Quaestiones on the Posterior Analytics
- Quaestiones logicales
- De consequentiis
- De locis dialecticis
- Sophismata et Insolubilia et Obligationes, Paris 1489 e Hildesheim 1975 (reproducción)
- De latudinibus, Padua 1505
- De latitudinibus formarum
- De maximo et minimo
- Quaestiones in Aristotelis De caelo, Venetiis, 1492; Venetiis, 1497; Lovainensis, 2008, B. Patar (ed.), ISBN 9789042921047.